# Maharero

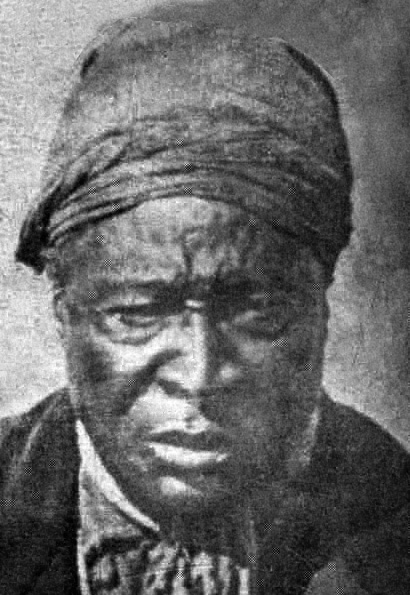
Maharero (circa 1890)

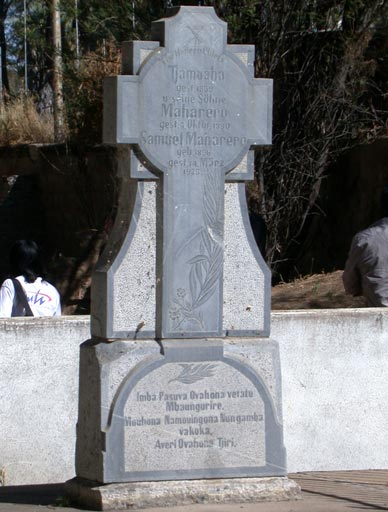
Grab von Maharero

Maharero (eigentlich Maharero ua Tjamuaha, * 1820; † 7. Oktober 1890 in Okahandja, Deutsch-Südwestafrika) war ein namibischer Traditioneller Führer der Herero (1861 bis 1890). Maharero (auch als Kamaharero bekannt) war Hüter des heiligen Ahnenfeuers und Vater des Samuel Maharero.

## Biographie
Maharero war ein Sohn des Tjamuaha († 1859), eines der großen Führer der Herero. Die Herero waren in der ersten Hälfte des 19. Jahrhunderts das mächtigste Volk in Südwest-Afrika und befanden sich in ständigem Ringen um neue Weidegründe mit ihrem südlichen Nachbarvolk, den Nama von Hoachanas (Rote Nation). Letzteren kam der aus der Kapprovinz eingewanderte Orlam-Stamm der Afrikaner zur Hilfe, so dass es diesen beiden Stämmen in verlustreichen Kämpfen gelang, die Herero bis etwa auf die Höhe der heutigen Stadt Windhoek zurückzudrängen. Im sogenannten Weihnachtsfrieden von Okahandja am 24. Dezember 1842 wurden die Feindseligkeiten beendet und Tjamuaha zog mit seinem Sohn, um die Ernsthaftigkeit des Friedensschlusses zu untermauern, zu seinem ehemaligen Gegner Jonker Afrikaner nach Windhoek. Maharero wurde dort von Jonker Afrikaner zusammen mit dessen etwa gleichaltrigem Sohn Jan Jonker Afrikaner in der Handhabung von Schusswaffen unterwiesen und erhielt sodann als Feldhauptmann den Befehl über die ebenfalls in Windhuk ansässigen jungen Herero-Krieger – allerdings unter der Aufsicht des Jonker Afrikaner.
In dieser Funktion nahm der junge Maharero an zahlreichen Raubzügen und Eroberungsfeldzügen der Afrikaner – auch gegen andere Hererostämme – teil und trug damit zu deren Erfolgen bei. Allerdings musste Maharero dabei auch die teilweise üblen Launen seines Befehlshabers ertragen und wurde – insbesondere, als Jonker Afrikaner dem Alkohol verfiel – von diesem auf das Schlimmste misshandelt. Maharero jedoch fügte sich seinem Schicksal und blieb sogar dann an der Seite Jonker Afrikaners, als sein Vater Tjamuaha 1849 aus Angst vor Übergriffen der Afrikaner aus Windhuk floh und wieder nach Okahandja zurückkehrte. Dass diese Angst nicht unbegründet war, zeigte das „Blutbad von Okahandja“ im August 1850; zwar wurde Tjamuaha selbst verschont, da der Überfall dem Stamm des Kapteins Kahitjene galt, aber dennoch erlitt auch Tjamuahas Stamm große Verluste an Menschenleben und Vieh. Kahitjene wurde kurze Zeit später getötet, so dass dessen Stamm führungslos war; die übrigen Hereroführer übertrugen Maharero das Kommando über diesen Stamm, so dass dieser seit 1851 selbst Führer eines Stammes war. Maharero unterstellte sich aber auch weiterhin dem Oberbefehl Jonker Afrikaners und unterstützte diesen bei den folgenden Raubzügen gegen andere Herero-Stämme so wirkungsvoll, dass der bekannte Afrika-Forscher Dr. Heinrich Vedder später zum Jahr 1858 feststellen konnte: „Das Hererovolk hat, soweit wir es kennen, aufgehört zu bestehen“ (Vedder, Das Alte Südwestafrika, S. 369). Dementsprechend markierte auch der zwischen den Afrikanern und den Nama am 9. Januar 1858 abgeschlossene Friedensvertrag von Hoachanas den absoluten Tiefpunkt der Stammesgeschichte der Herero.
Dies änderte sich erst, als Ende 1861 kurz hintereinander sowohl Jonker Afrikaner als auch Tjamuaha infolge schwerer Erkrankungen starben und Christian Afrikaner und Maharero zu Nachfolgern der beiden Kapteine ernannt wurden. Maharero verstand es, die Spannungen zwischen den beiden Brüdern Christian und Jan Jonker Afrikaner zu verstärken und Christian Afrikaner glauben zu machen, dass es zwischen ihm, Maharero, und seinem Jugendfreund Jan Jonker eine geheime Absprache über die Entfernung Christian Afrikaners aus dem Amt eines Führers gebe. Dem versuchte Christian Afrikaner am 15. Juni 1863 durch einen provozierten Angriff auf den nach Otjimbingwe geflüchteten Maharero zu begegnen. Der Erfolg blieb jedoch aus; Christian Afrikaner kam dabei ums Leben, so dass nunmehr Jan Jonker Afrikaner neuer Führer der Afrikaner wurde. Maharero hatte damit aber einen ersten und für das Selbstwertgefühl der Herero äußerst wichtigen Sieg gegen die Afrikaner seit langem errungen. Maharero wurde noch 1863 zum Oberhaupt aller Herero-Stämme ernannt und löste sich zunächst einmal aus der engen Bindung an Afrikaner dadurch, dass er seinen Stammessitz nach Otjimbingwe verlegte. Dort traf er auf den schwedischen Abenteurer und Unternehmer Karl Johan Andersson, der in Otjimbingwe ein großes Handelsunternehmen und eine gewinnbringende Kupfermine betrieb. Zum Schutz beider unterhielt Andersson eine gut ausgerüstete Privatarmee, um sich der gelegentlichen Überfälle der Afrikaner erwehren zu können. Ein ähnliches Interesse hatte auch Maharero. Er verbündete sich daher mit Andersson und ernannte diesen 1863 zum „Regenten und militärischen Befehlshaber aller Herero auf Lebenszeit“. Mit dieser finanziellen und militärischen Unterstützung im Rücken gelang Maharero eine nachhaltige Wiedererstarkung und in deren Folge bis 1870 eine völlige Unterwerfung der Orlam-Afrikaner (Zehn-Jahres-Frieden von Okahandja): Die Herero wurden wieder die anerkannten Herrscher des Hererolandes und gewährten den Afrikanern ein fast „gnadenweises“ Aufenthaltsrecht in Windhoek. Jan Jonker Afrikaner wurde zum Unterführer der Herero degradiert und damit der vollständigen Kontrolle Mahareros unterstellt. Maharero verstand es, die Afrikaner seine Macht spüren zu lassen und auch Jan Jonker Afrikaner bei jeder sich bietenden Gelegenheit zu gängeln und zu demütigen.
Da war es nicht verwunderlich, dass 1880 ein kleiner Weidestreit genügte, um die in Jahren der Demütigung aufgebauten Spannungen zwischen Afrikanern und Herero zur gewalttätigen Entladung zu bringen. Maharero nahm diesen Vorfall zum Anlass, am 23. August 1880 – also exakt 30 Jahre nach dem von den Afrikanern verübten Blutbad von Okahandja – die Ermordung aller zufällig in Okahandja anwesenden Afrikaner anzuordnen. Unter ihnen waren auch Verwandte von Jan Jonker Afrikaner. Zwei Tage später veranlasste er die Zerstörung Windhuks. Jan Jonker konnte fliehen und versuchte in den folgenden Jahren, mit neuen Bündnissen dem Wüten der Herero entgegenzutreten. All diese Versuche scheiterten jedoch an der Stärke und Entschlossenheit der Herero und beschleunigten letztlich den Untergang der Afrikaner.
Seit 1876 versuchten die in der Kapprovinz regierenden Engländer, ihren Herrschaftsbereich auf die in Südwest-Afrika siedelnden europäischen Farmer und Händler auszudehnen und deshalb auch im Hereroland Fuß zu fassen. Dem Engländer Palgrave gelang es auch, mit Maharero eine erste Vereinbarung zur Gerichtsbarkeit über die Europäer zu treffen und dafür große Teile Südwestafrikas als „Regierungsreserve“ zuerkannt zu bekommen. Es fehlte Palgrave jedoch an der erforderlichen Rückendeckung durch die Kapregierung, um diese Vereinbarung durchsetzen zu können.
Ähnlich ging es fast zehn Jahre später den Vertretern der inzwischen in Südwest-Afrika Fuß fassenden Deutschen. Dem ersten deutschen Gouverneur Heinrich Ernst Göring gelang zwar am 21. Oktober 1885 der Abschluss eines Schutzvertrages mit Maharero. Doch wurde dieser bald darauf widerrufen, da die Deutschen mangels Militär nicht in der Lage waren, ihrem Führungsanspruch Kraft zu verleihen. So musste es sich die in Otjimbingwe ansässige deutsche Kolonialverwaltung 1888 gefallen lassen, von Maharero wegen eines von den Deutschen erlassenen Waffenhandelsverbots nach Walvis Bay vertrieben zu werden. Dies änderte sich erst mit der Landung des ersten Schutztruppenkontingents im Juni 1889 unter Führung von Hauptmann Curt von François: Diesem gelang im Mai 1890 ein überzeugender Auftritt vor Maharero und damit auch die Wiederinkraftsetzung des Schutzvertrages von 1885. Weiter gestattete Maharero den Deutschen den Bau einer befestigten Niederlassung in Windhuk, was quasi den vertraglichen Grundstein für die Neugründung des Ortes bedeutete.
Kurze Zeit danach, am 7. Oktober 1890, starb Maharero in Okahandja. Sein Sohn Samuel Maharero trat im selben Jahr seine Nachfolge an.